# ニャムトゥーグー国際空港
ニャムトゥーグー国際空港（ニャムトゥーグーこくさいくうこう、Niamtougou International Airport）は、トーゴのカラ州ニャムトゥーグーニャムトゥーグー中心地から北に約4kmのバガにある国際空港。首都にあるロメ空港に次ぐ規模。
空港はトーゴ空軍、政府関係、民間チャーター便、ビジネスジェットが使用している。以前はエール・ブルキナがワガドゥグー - ニャムトゥーグー - ロメ空港の路線を就航させたようにトーゴ北部の利用客を見込んでいたが、現在は定期便は就航していない。